# Epoka żelaza
Epoka żelaza – okres dziejów ludzkości następujący po epoce brązu, w której żelazo stało się głównym surowcem w wytwarzaniu narzędzi. Ramy czasowe epoki żelaza są różne i uzależnione
od stref geograficznych, zróżnicowania kulturowego i rozwoju społeczno-gospodarczego. W znaczeniu historycznym trwa do dziś (w sensie archeologicznym skończyła się w XIII w.).
Żelazo jest materiałem znacznie bardziej dostępnym niż brąz. Najpopularniejszym surowcem do wytwarzania żelaza w starożytności były tzw. rudy darniowe oraz błotne, w których zawartość żelaza wahała się od 30% do 50%. Występowały one przy powierzchni, więc były bardzo łatwe w eksploatacji. Rzadko sięgano do głębszych pokładów rud żelaza, gdyż wiązało się to z czasochłonnymi metodami górniczymi. Żelazo otrzymywano poprzez termiczną redukcję tlenków zawartych w rudzie i oddzielenie czystego surowca od zanieczyszczeń, w tym celu po wydobyciu rudy segregowano oraz oczyszczano konkrecje następnie poddając je procesowi prażenia z węglem drzewnym. W najwcześniejszym okresie wytopu dokonywano w ogniskach otwartych, a dopiero z biegiem czasu stosowano do wytopu dymarki. Żelazo umieszczano w piecu warstwowo na przemian z węglem drzewnym. Następnie rozgrzewano piec do temperatury 1300 stopni, ponieważ wtedy dochodziło do redukcji tlenków i utworzenia się metalu. W wyniku tego procesu otrzymywano metal w postaci łupki, zanieczyszczonej węglem drzewnym. Następnie w celu pozbycia się zanieczyszczeń przekuwano i podgrzewano łupki. Żelazo poddawano dalszej obróbce.
Bardzo ważne w późniejszym procesie obróbki żelaza było nawęglanie oraz hartowanie.
Najstarsze wyroby z kutego żelaza (głównie pochodzenia meteorytowego), pochodzą z XV i XIV wieku p.n.e. z terenów  państwa Hetytów (Azja Mniejsza), skąd po roku 1180 p.n.e. żelazo przez Palestynę dotarło do Egiptu, i dalej do Mezopotamii i Iranu. Następnie na Kaukaz, w XII w. p.n.e. do Grecji oraz w XI–X w. p.n.e. do Italii. Do dalszych części Europy żelazo dotarło przez Półwysep Bałkański oraz Kaukaz.

## Kultury epoki żelaza

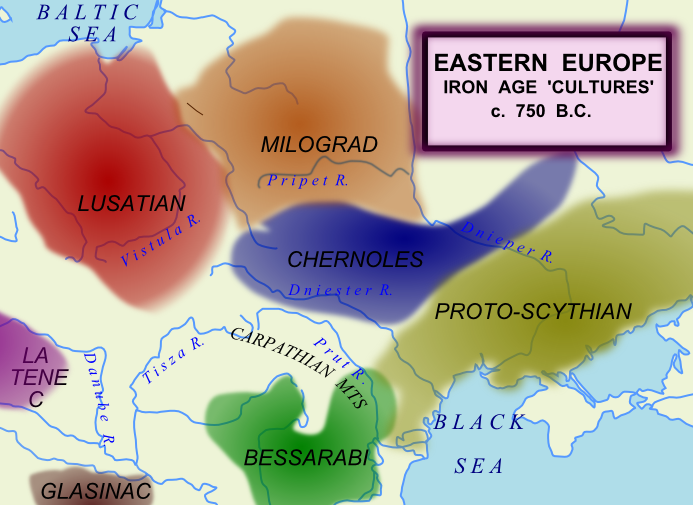
Orientacyjny zasięg kultur: łużyckiej, miłogradzkiej i czarnoleskiej

Do najważniejszych europejskich kultur epoki żelaza należą:
- kultura pomorska
- kultura halsztacka
- kultura przeworska
- kultura jastorfska
- kultura Golasecca
- kultura Laugen-Melaun
- kultura Este
- kultura łużycka
- kultura wschodniopomorska
- kultura lateńska
- kultura wielbarska
- kultura oksywska
- kultura miłogradzka
- kultura tracko-scytyjska
- kultura zachodniobałtyjska
- kultura zarubiniecka
- kultura puchowska
- kultura grobów kloszowych
- Kultura Villanova

## Chronologia epoki żelaza
Na terenach dzisiejszej Polski, wyróżnia się podział epoki żelaza na następujące okresy:
1. Okres halsztacki – zwany wczesną epoką żelaza dzieli się na podokres
- C (700–600 p.n.e.)
- D (600–550/400  p.n.e.)

2. Okres lateński – zwany też przedrzymskim dzieli się na podokresy:
- A (480–420) – wczesny okres lateński
- B  (420–250/260 p.n.e.) – wczesny okres lateński,  z fazami:
  - B1 (420–330 p.n.e.)  
  - B2 (330–260/250 p.n.e.)
- C (260/250–120 p.n.e.) – środkowy okres lateński,  z fazami
  - C1 (260/250–220 p.n.e.)
  - C2 (220–120 p.n.e.)
- D (120 p.n.e.–0) – późny okres lateński, z fazami:
  - D1 (120–60 p.n.e.)
  - D2 (60 p.n.e.–0)

3. Okres wpływów rzymskich – zwany też rzymskim dzieli się na podokresy:
- A (200/180 p.n.e.–20 n.e.) – młodszy okres przedrzymski, który pokrywa się w połowie ze środkowym (C)  i późnym okresem lateńskim (D). Dzieli się na fazy:  
  - A1 (200/180–100 p.n.e.)
  - A2 (100–20 p.n.e.)
  - A3 (20 p.n.e.–20 n.e.)
- B (20–150 n.e.) – wczesny okres wpływów rzymskich, z fazami:
  - B1 (20–75 n.e.) – dzieli się na stadia A, B, C
  - B2 (75–150 n.e.) – dzieli się na stadia A i B
    - B2a (75–100 n.e.)
    - B2b (100–150 n.e.)
- C (150–375 n.e.) – późny okres wpływów rzymskich, z fazami:
  - C1 (150–250 n.e.) – dzieli się na stadia A i B
  - C2 (250–325 n.e.)
  - C3 (325–375 n.e.)

4. Okres wędrówek ludów – okres uznawany za kontynuację okresu rzymskiego dlatego wyróżniamy podokres:
- D (375–450/475 n.e.) – wczesny okres wędrówek ludów, z fazami: D1, D2, D3
- E (450/475–650 n.e.) – późny okres wędrówek ludów, z fazami:
  - E1 (450/475–525 n.e.)
  - E2 (525–600 n.e.) – dzieli się na stadia A i B
  - E3 (600–650 n.e.)
- F (650–800 n.e.) – wczesna faza wczesnego średniowiecza